# Boat Trip
Boat Trip är en amerikansk komedi från 2002 i regi av Mort Nathan med Cuba Gooding Jr. och Horatio Sanz i huvudrollerna. Filmen släpptes på DVD i Sverige den 31 december 2003.

## Handling
Jerry planerar att fria till sin flickvän Felicia, men hon gör slut med honom innan han hinner fråga om hon vill gifta sig. Jerry deppar totalt ihop och tappar all lust till att göra nånting alls, men blir efter ett halvår övertalad av sin vän Nick att följa med honom ut på krogen. Precis innan Jerry kommer dit har Nick träffat en gammal klasskompis som varit ute på en kryssning och fått tag på en flickvän och säger att på kryssningar finns det hur mycket villiga kvinnor som helst att få tag på. Detta ger Nick idén att han och Jerry också ska åka iväg på en kryssning. När de ska parkera sin bil utanför resebyrån börjar de bråka med en annan man som tog deras parkeringsplats, den mannen visar sig vara resebyråns chefs pojkvän. Så istället för att skicka dem på en lyxkryssning lurar chefen de med att ge de biljetter till en kryssning för homosexuella.
Utan att misstänka nånting och fyllda av förväntningar ger de sig iväg på kryssningen, men när de kommer fram till sin hytt upptäcker de att det bara finns en säng i den. När de inser att de är på en gaykryssning blir Jerry arg på Nick och går till baren och dricker sig full. När Jerry sen lämnar baren går han förbi båtens swimmingpool där han halkar till och slår huvudet i trappstegen och ramlar ner till botten av poolen. Gabriella ser händelsen och skyndar sig att hjälpa Jerry upp och följer honom sen till hytten där han kastar sig i armarna på Nick. Dagen efter berättar Jerry för Nick att han har hittat sin stora kärlek och måste hitta Gabriella igen, men när han väl gör det berättar hon att hon tycker det är skönt att Jerry är gay. Och för att få vara när och lära känna Gariella låtsas Jerry att han är det.
Under tiden vill Nick bara komma ifrån båten, och när han i mörkret hör och ser en helikopter flyga över båten skjuter han en nödraket för att de ska rädda honom. Men det vill sig inte bättre än att han skjuter ner helikotern och när det ljusnat upptäcker båtens besättning att det finns nödställda i havet och hjälper de ombord. Det visar sig vara det svenska bikinilandslaget som kommit ombord och Nick tror att han drömmer när han ser alla dessa blonda kvinnor på båten.

## Om filmen
Filmen är inspelad i Los Angeles, Grekland och Tyskland. Kryssningen filmades under tio dagar i Medelhavet med stopp i Alexandria, Istanbul och Rhodos. Scenen där de gjorde en landstigning under kryssningen var de på ön Hydra i den grekiska övärlden.

## Rollista (urval)
- Cuba Gooding Jr. - Jerry Robinson
- Horatio Sanz - Nick Ragoni
- Roselyn Sanchez - Gabriella
- Vivica A. Fox - Felicia
- Maurice Godin - Hector
- Roger Moore - Lloyd Faversham
- Lin Shaye - Sonya
- Victoria Silvstedt - Inga